# Glen Talloch
Glen Talloch is een Schotse whisky. Glen Talloch wordt gedistilleerd en gedistribueerd door het bedrijf Crammond & Sons, gevestigd in Airdrie in Schotland voor het Nederlandse Boomsma Distilleerderij BV. Het betreft een zogeheten blended whiskey, een mix van diverse distillaten, waardoor een complexere smaak wordt verkregen. De basis wordt gevormd door maltwhisky's, die op eikenhouten vaten wordt gerijpt, en die wordt vermengd met andere graanwhisky's. Het alcoholpercentage van al deze whisky's ligt op 40%. Het merk wordt sinds 1980 door Boomsma gevoerd en dat bedrijf beschikt hiervoor in Schotland over voorraden whisky die na minimaal vijf jaar fustlagering geblend en gebotteld worden. Glen Talloch is een relatief goedkoop slijterijmerk en is marktleider in Nederland.

## Soorten
Glen Talloch komt in vier varianten op de markt:
- Rare & Old
- Peated
- Gold 12 years old
- Blended Malt 8 years old